# Dinosaurus
Dinosaurus é um gênero extinto de terapsídeos de afinidades controversas. Seu tipo e única espécie é Dinosaurus murchisonii. Só é conhecido a partir de um focinho parcial, datado do período Permiano, na Rússia. Sua história taxonômica está entrelaçada com vários outros terapsídeos russos pouco conhecidos, particularmente Rhopalodon, Brithopus e Phthinosuchus.
Dinosaurus não é um dinossauro; a semelhança nos nomes é coincidência. Os dinossauros são répteis, enquanto o Dinosaurus é um terapsídeo e, como tal, mais intimamente relacionado aos mamíferos. O clado Dinosauria foi nomeado apenas cinco anos antes do gênero Dinosaurus, em 1842.

## Descoberta
O holótipo de Dinosaurus murchisonii foi coletado em uma mina de cobre na província de Orenburg do Império Russo durante a década de 1840. Foi recolhida em duas peças, encontradas em ocasiões separadas. O diretor da mina, Wagenheim von Qualen, identificou inicialmente a primeira peça como um fóssil de planta em uma carta a Johann Fischer von Waldheim, mas Fischer percebeu que era parte de um crânio e a descreveu como uma nova espécie de Rhopalodon, R. murchisonii , em 1845. Em 1847, Fischer descreveu a segunda peça e estabeleceu um novo gênero, Dinosaurus, para a espécie. Em 1848, Eichwald reconheceu que os dois espécimes não eram apenas da mesma espécie, mas se encaixavam como partes do mesmo indivíduo. Ele devolveu provisoriamente a espécie a Rhopalodon, pois sentiu que não havia diferenças suficientes ainda identificadas para justificar um segundo gênero, e observou a existência do táxon Dinosauria de nome semelhante, nomeado por Richard Owen apenas alguns anos antes, em 1842.
Wagenheim von Qualen doou ambos os espécimes para a coleção de Maximiliano de Beauharnais, Duque de Leuchtenberg, e os originais foram perdidos desde então. No entanto, os moldes dos espécimes estão alojados no Instituto Paleontológico da Academia Russa de Ciências sob os números de catálogo PIN 296/1 e PIN 296/2.[carece de fontes?]
Em 1894, H. G. Seeley observou que Cliorhizodon, que agora é considerado um sinônimo júnior de Syodon, não podia ser distinguido de Dinosaurus.Em 1954, Ivan Efremov sinonimizou Dinosaurus com Brithopus. Isso foi seguido por alguns outros autores, mas Christian Kammerer considerou Brithopus, que é baseado apenas em um úmero parcial, como um nomen dubium e, como tal, não considerou Dinosaurus como sinônimo dele.
Em 2000, M. F. Ivakhnenko sinonimizou Phthinosuchus com Dinosaurus. Como tal, ele classificou Dinosaurus na família Phthinosuchidae, que ele agrupou com Rubidgeidae na superfamília Rubidgeoidea da ordem Gorgonopia. Kammerer observou que a informação anatômica limitada disponível para Dinosaurus torna difícil confirmar esta sinonímia proposta.